# Campylomormyrus cassaicus
Campylomormyrus cassaicus är en fiskart som först beskrevs av Poll, 1967.  Campylomormyrus cassaicus ingår i släktet Campylomormyrus och familjen Mormyridae. IUCN kategoriserar arten globalt som otillräckligt studerad. Inga underarter finns listade.